# Гнидь Богдан Пилипович
Богдан Пилипович Гнидь (28 червня 1940, Йосипівка — 27 січня 2004, Київ) — радянський і український співак (бас), перекладач, історик вокального мистецтва, педагог, професор (1997). Лауреат Всеукраїнського конкурсу військової пісні (Київ, 1965). Заслужений артист УРСР (1983).

## Життєпис
Народився в с. Йосипівка, що поблизу Олеська, на Львівщині. Батько — Гнидь Пилип Федорович, мати — Текля Іванівна (до шлюбу Яцків). У сім'ї було шестеро дітей. Батько мав чудовий голос, знав нотну грамоту, був дяком у сільській церкві.
1954 року закінчив семирічну школу в Йосипівці. Середню освіту здобув у Олеській школі. Тут Богдан відвідував драматичний гурток, співав у хорі. Вже тоді в юнака проявилися неабиякі вокальні здібності. Про роки навчання, про школу, як примушували вступати в комсомол, про історію Олеська пізніше написав у своїх спогадах «Богдан. Спогади», виданих 2006 року.
Ще малим хлопцем Богдан збагнув, що мусить зробити себе сам. Вперто працював над собою: багато читав, самотужки опановував різні мови та історію. Це не могло не принести плодів — юнак мав енциклопедичні знання. Ще одне захоплення — спорт. У шкільні роки грав у футбольній збірній, а під час навчання у технікуміхарчової промисловості, виборював призові місця як атлет.
Впродовж 1957—1961 років навчався у Львівському технікумі харчової промисловості (механічний відділ).
До музики йшов через самодіяльні хори. Ще один музичний епізод на шляху становлення  — духовий оркестр технікуму харчової промисловості, в якому був не лише старостою, а й солістом-вокалістом. Паралельно з навчанням у технікумі відвідував підготовчі курси Львівської консерваторії за спеціальністю «спів». Вступати туди Богдана переконав керівник самодіяльного хору Ігор Жук. А ще він порадив юнаку перейти у хор «Гомін», яким на той час керував Євген Вахняк. Остаточним поштовхом до здобуття музичної освіти була невдала спроба вступу у хор Верьовки.
Навчався у Львівській консерваторії (1960—1964 рр.) у класі доцента Тетяни Феодосіївни Логвіс, яка доклала багато зусиль для становлення Богдана як співака-баса. У 1964 році перевівся у Київську державну консерваторію імені П. І. Чайковського на третій курс. Однак був призваний до армії, де співав у Ансамблі пісні і танцю Радянської армії Київського військового округу. Був солістом хору (старшим сержантом надстрокової служби) до 1971 року. За цей час виступив на 743 концертах у різних куточках тодішнього Радянського Союзу. Водночас продовжував навчання у Київській консерваторії в класі професора Марії Іванівни Єгоричевої.
1970 року закінчив консерваторію і був зарахований солістом (бас) Київської оперного театру імені Т. Г. Шевченка. 1971 року вперше вийшов на оперну сцену в партії барона Дуфоля в опері «Травіата» Джузеппе Верді. А ще того року вперше поїхав на гастролі у Велику Британію, тоді країну капіталістичного табору. Згодом гастролював у США, Канаді, Іспанії, Франції, Німеччині, Данії, Швейцарії, Польщі, Румунії, Угорщині, Бельгії, Росії, Молдові, Литві, Латвії, Естонії.
1983 року Богдану Гнидю надано почесне звання Заслуженого артиста Української РСР.
З 1984 року — викладач Київської консерваторії на кафедрі сольного співу, з 1997 року — професор. Розробив і читав курс лекцій з історії вокального виконавства. Є автором першого україномовного підручника «Історія вокального мистецтва» (Київ,1997), збірника «Виконавські школи України. Кафедра сольного співу НМАУ» (2002). Друкувався у виданнях Національної музичної академії України імені Петра Чайковського, в періодичній пресі, писав вірші.
6 серпня 1989 року під час перебування у відпустці в рідній Йосипівці взяв участь у Службі Божій біля пам'ятника Маркіянові Шашкевичу. Це свято на Білій горі, яке було заборонене з 1944 року, стало знаковою подією для краян, пробудженням від політичного сну.

Гнидь Богдан Пилипович пішов з життя 27 січня 2004 року. Похований в рідному селі Йосипівка.

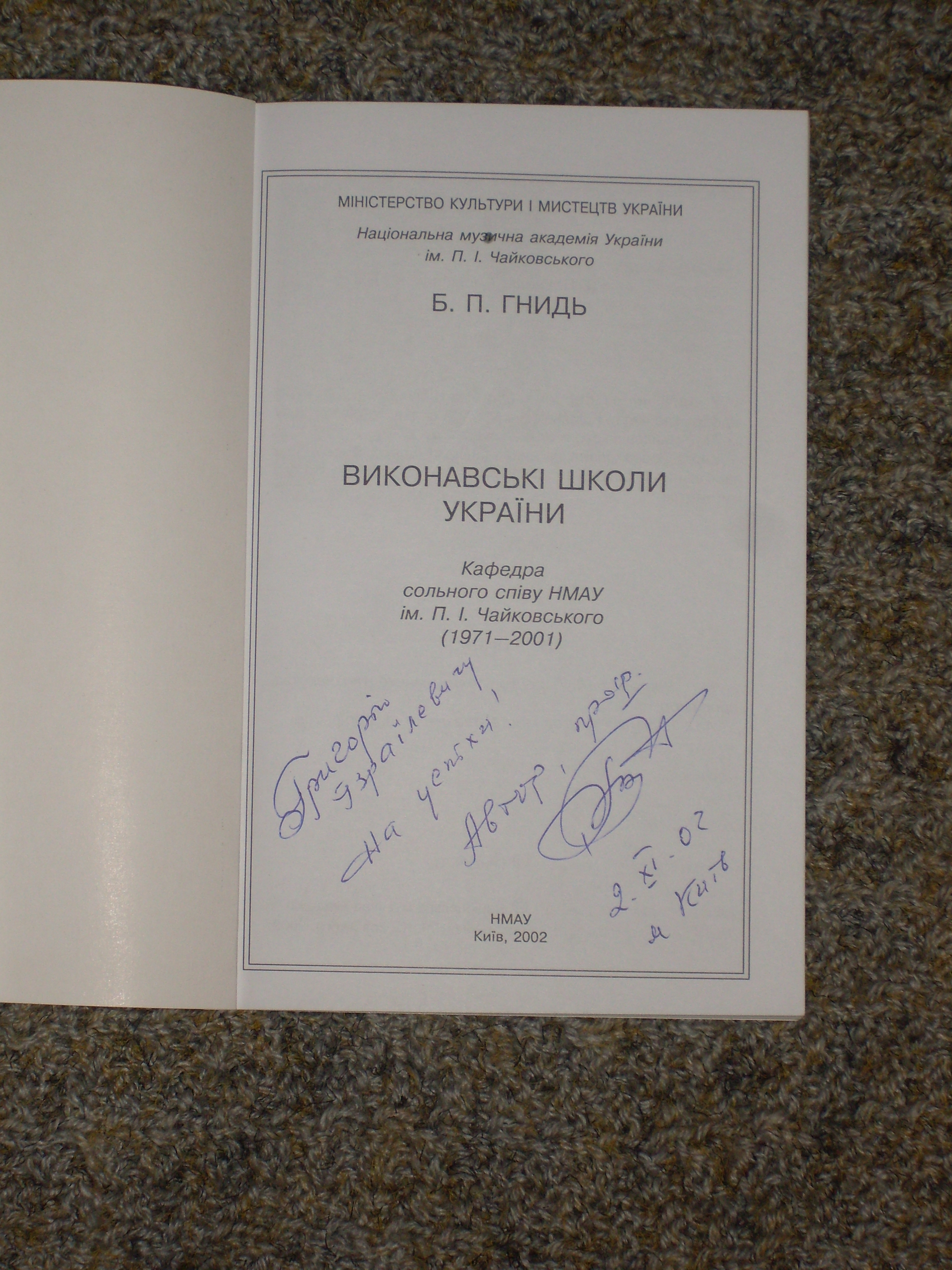
Книга Б. Гнидя з авторським дарчим написом музикознавцю Г. Ганзбургу.

## Творчість
Найкращі оперні партії — Великий Інквізитор («Дон Карлос» Джузеппе Верді), Раймонд («Лючія ді Ламмермур» Гаетано Доніцетті), Коллен («Богема» Джакомо Пуччіні), Джеронімо («Таємний шлюб» Доменіко Чімарози) та ін.
Гастролював у США, Канаді, Великій Британії, Іспанії, Франції, Німеччині, Данії, Швейцарії, Польщі, Румунії, Угорщині, Бельгії, Росії, Молдові, Литві, Латвії, Естонії.
Проводив широку наукову роботу. Добре знаючи італійську, а також польську та німецьку мови, Богдан Гнидь перекладав оперні лібрето українською мовою, зокрема: «Таємний шлюб» Д. Чімарози (в репертуарі Національної опери України з 1985 року), «Поргі і Бесс» Дж. Гершвіна (прем'єра в Київському театрі оперети, 1998), «Норма» В. Белліні, «Манон Леско» Дж. Пуччіні, «Віва ля мама» Г. Доніцетті, «Рогніда» О. Сєрова та ін.
На Всесвітній службі радіо «Україна» протягом 1991—2001 років провів 40 радіопередач про творчість видатних українських співаків.

Серед учнів — Р. Смоляр, О. Чорнощоков, В. Чемер, Т. Усенко, В. Гайдук, Ю. Фединський (США), К. Левитський, В. Кондратюк, Джанг Су Джін (Корея).

Меморіальна таблиця Гнидю Богдану Пилиповичу у Київській консерваторії

Особистий архів Богдана Гнидя зберігається в Центральному Державному архіві-музеї Літератури й мистецтва України. В архіві зберігаються документи, творчі матеріали, щоденники, записні книжки з «творчими записами», наукові роботи, конспекти лекцій з історії вокального виконавства, переклади оперних лібрето, статті, тексти радіопередач про оперних співаків і виконавську майстерність, особисті речі співака та членів його родини, вся видана ним література, статті про нього, фотографії, альбоми тощо.

## Фільмографія
- «Фауст» (1982, фільм-опера) — Вагнер (закадровий вокал, роль Гельдура Сааде).

## Родина
- 1971 року одружився зі Світланою Миколаївною Матеюк, випускницею Київської консерваторії, солісткою Оперної студії при Київській консерваторії.
- Брат: Гнидь Володимир Пилипович (нар. 1947) — український хоровий диригент. Заслужений працівник культури України (1998)[1].

## Цитати
На початку книги «Богдан. Спогади», Богдан Гнидь пише про себе так: «Я — Богдан. У «Словнику співаків України» Івана Лисенка про мене написано: Гнидь Богдан Пилипович (н. 28.06. 1940 р., с. Йосипівка тепер Буського р-ну Львівської області) — український оперний співак (бас). Засл. артист УРСР (1983). Вокальну освіту здобув у Львівській (клас Тетяни Логвіс) та Київській (клас Марини Єгоричевої) консерваторіях. Артистичну діяльність розпочав солістом ансамблю пісні й танцю Київського Військового округу, а з 1970 — соліст Київської опери… З 1984 року — викладач Київської консерваторії».

## Вибрані праці
- Гнидь Б. П. Історія вокального мистецтва: Підручник / Богдан Гнидь. — К.: НМАУ, 1997. — 320 с.
- Гнидь Б. П. Виконавські школи України. — К.: НМАУ, 2002.
- Гнидь Б. П. Богдан Спогади / Б. П. Гнидь. — К.: Варта. 2006. — 400 с.